# Tiếng Mảng
Tiếng Mảng (tiếng Trung:莽语) là một ngôn ngữ thuộc ngữ hệ Nam Á của Việt Nam, Trung Quốc và Lào. Nó được nói chủ yếu ở tỉnh Lai Châu, Việt Nam và huyện Kim Bình, châu Hồng Hà, Trung Quốc. Nó chỉ được phát hiện gần đây vào năm 1974.
Ở Trung Quốc, người Mảng cũng được gọi là Xa Mãng 岔满, A Bì 阿比, Mãng Ca 孟嘎, Ba Các Nhiên 巴格然 và Mộ 莫 (Gao 2003: 1).

## Phân bố
Tại tỉnh Lai Châu, Việt Nam, tiếng Mảng được nói bởi 2.200 người ở các huyện Sìn Hồ, Mường Tè, Phong Thổ và ở các khu vực lân cận khác (Gao 2003: 1), bao gồm cả ở xã Nậm Ban, huyện Nậm Nhùn, Lai Châu và thị xã Mường Lay, tỉnh Điện Biên. Tại Trung Quốc, số người nói tiếng Mảng là 606 người vào năm 1999 và được gộp nhóm chung trong nhóm không phân loại. Người Mảng Trung Quốc tuyên bố là đã di cư từ Việt Nam trong thời gian gần đây. Có hàng trăm người khác ở biên giới Lào-Việt ở vùng núi phía Đông Bắc của Lào. Một số người Mảng sử dụng tiếng Việt, Quan thoại Tây Nam hay tiếng Lào
Tiếng Mảng hiện nay đã tiếp nhận từ các ngôn ngữ xung quanh thuộc các nhóm H'mông, nhóm Tạng-Miến, nhóm tiếng Hán hay một số khác.
Người Mảng chưa có hệ chữ viết riêng, tuy nhiên, họ có nền văn học nghệ thuật dân gian khá phong phú (hầu hết là văn học truyền miệng). Một số tác phẩm tiếng Mảng được ghi lại bằng cách dùng bảng mẫu tự ngữ âm quốc tế.

## Từ vựng
Dưới đây là một số từ vựng tiếng Mảng.
| Việt                   | Mảng           | Việt           | Mảng            | Việt                     | Mảng          | Việt                      | Mảng          |
| ---------------------- | -------------- | -------------- | --------------- | ------------------------ | ------------- | ------------------------- | ------------- |
| một                    | mak⁷           | hai            | ʑɨəj⁴           | ba                       | peː³          | bốn                       | puːn²         |
| năm                    | han²           | sáu            | ʑɔm²            | bảy                      | pyː¹          | tám                       | haːm²         |
| chín                   | θiːn²          | mười           | ʑiː³, ʑiː³ mɛː⁴ | tôi (đại từ)             | ʔuː⁴          | bạn, mi, mày              | miː²          |
| chúng tôi              | mɔː⁶ ʔaː¹ɲiːn³ | chúng ta       | mɔː⁶ ʔaː¹hiː²   | chúng nó, họ (quen biết) | mɔː⁶ ʔaː¹ʔiː⁴ | chúng nó, họ (không quen) | mɔː⁶ ʔaː¹ɓoː¹ |
| nó, hắn, anh ta, cô ta | ʔaː¹ ʔiːn⁴     | người          | haː¹            | đất                      | teː⁶          | nước, sông                | ʑum¹          |
| trời                   | pliɲ⁶          | mưa            | maː²            | mây                      | ʔɯŋ¹ tiːp⁷    | gió                       | ʑiː⁴          |
| nhà                    | ɲua⁶           | cửa            | naŋ⁶            | to, lớn                  | haː¹ toː⁴     | nhỏ, bé                   | haː⁴          |
| cao                    | ʑaŋ⁴           | thấp           | leː⁴            | nông                     | ɗal⁴          | sâu                       | pjuː³         |
| dài                    | liːŋ³          | ngắn           | nen²            | nặng                     | ɲan²          | nhẹ                       | cɛː²          |
| nhanh                  | lɛːn³          | chậm           | naːn²           | rộng                     | vaːŋ¹         | hẹp                       | ʔɛːp⁷         |
| xa                     | ɲɛː¹           | gần            | ɓɔː¹            | chó                      | θɔː¹          | mèo                       | ɲoː²          |
| bò                     | løː⁶           | cá             | ʔaː¹            | chim                     | θɤm⁶          | chí, chấy                 | θiː¹          |
| trăn                   | lan⁶           | rắn            | han¹            | thằn lằn                 | maː¹ ɓoːl⁴    | chuột                     | ʔoːŋ¹         |
| mắt                    | mat⁷           | tai            | laːŋ¹ ŋ² teː⁶   | mặt                      | θan⁶          | tay                       | ʔeːŋ⁶         |
| chân                   | cuaŋ⁴          | vú             | ɓuː⁴            | tóc, lông                | hɔk⁷          | óc, não                   | tɤm⁶          |
| bụng                   | ɗøː⁶           | ruột           | pat⁷            | mặt                      | θan⁶          | nách                      | cɯŋ² luaŋ⁶    |
| đi                     | coː¹           | có             | ʔeː¹            | lấy                      | toː⁴          | nắm                       | kam¹          |
| ăn                     | θaː³           | uống           | ɗak⁷            | đứng                     | taː³          | ngủ, nằm                  | ʔɔŋ³          |
| cho                    | ʔɔː¹           | nhìn, xem, coi | tɔːŋ²           | chờ, đợi                 | ʑɔŋ⁶          | hát                       | ʔɔː¹ θɔːŋ⁶    |

## Hình thái cú pháp
Trật tự từ trong tiếng Mảng là chủ ngữ - vị ngữ - tân ngữ (SVO). Tuy nhiên, không giống như các ngôn ngữ Kra-Dai và Hmông-Miền lân cận vốn hoàn toàn không có biến tố, tiếng Mảng vẫn giữ lại được các đặc điểm phái sinh hình thái và cách trên danh từ của ngữ hệ Nam Á.
ɵɔ
chó
cǎp
đuổi
ta-ɲo
ACC-mèo
"Con chó đuổi theo con mèo."
ʔu
1SG
ʔo
mang
lam
cơm
ʔæŋ-ciəj
DAT-gà
"Tôi mang cơm cho con gà."